# Муларес
Муларес (араб. أم العرائس, фр. Moularès) — місто в Тунісі. Входить до складу вілаєту Гафса. Станом на 2004 рік тут проживало 24 487 осіб.